# Nedjmi Ali
Nedjmi Ali (bulgară Неджми Али, n. 16 iulie 1972) este un om politic bulgar, membru al Parlamentului European în perioada ianuarie - mai 2007 din partea Bulgariei.
1. ↑  Strazha.bg
2. ↑   http://www.europarl.europa.eu/meps/en/34250/NEDZHMI_ALI_history.html Lipsește sau este vid: |title= (ajutor)
3. ↑  Deputații în Parlamentul European
4. ↑   https://www.europarl.europa.eu/meps/en/34250/NEDZHMI_ALI/history/6 Lipsește sau este vid: |title= (ajutor)
5. 1 2  Strazha.bg, accesat în 10 ianuarie 2023